# Coenosia exigua
Coenosia exigua är en tvåvingeart som först beskrevs av Stein 1910.  Coenosia exigua ingår i släktet Coenosia och familjen husflugor. Inga underarter finns listade i Catalogue of Life.